# Himilcón (general)
Himilcón (Ιμιλκων) fue un general cartaginés, al mando de la guarnición de Lilibea durante la primera guerra púnica. Se desconoce el momento exacto en que le fue otorgado el mando, aunque ya lo ostentaba en 250 a. C. Tras la gran victoria de Metelo frente a Asdrúbal en la Batalla de Lilibea, la ciudad es asediada por el romano. Himilcón contaba con tan solo 10 000 hombres, mientras que las fuentes hablan de no menos de 110.000 romanos en el sitio (incluyendo trabajadores y auxiliares). Ambos cónsules, Marco Atilio Régulo y Lucio Manlio Vulsón Longo, unieron esfuerzos para atacar la ciudad. Bloquearon el puerto, mientras atacaban las murallas con arietes y máquinas de asedio.
Himilcón, por su parte, hubo de rechazar los ataques enemigos y aplacar las disensiones de los mercenarios bajo su mando. Incapaz de interrumpir el trabajo de los ingenieros romanos, una tormenta acudió inesperadamente en su ayuda, desplazando el dique artificial que bloqueaba el puerto. Aníbal, hijo de Amílcar, consiguió entonces penetrar en el puerto con 50 navíos y una fuerza de refresco de 10 000 hombres.
Himilcón renovó entonces sus ataques y, aunque repelido en un primer intento, logró finalmente quemar todas las máquinas de asedio romanas. Este hecho motivó que los cónsules tornaran el asedio en un bloqueo, aunque fueron incapaces de cortar totalmente las comunicaciones de la ciudad por mar. 
Al año siguiente (249 a. C.), la victoria de Aderbal en Drépano devolvió el control del mar a manos cartaginesas. Himilcón es mencionado de nuevo cooperando con Cartalón tras la batalla, en un intento de destruir el escuadrón romano que aún montaba guardia frente a Lilibea. Aunque sólo consigue un éxito parcial, a partir de entonces las comunicaciones por mar parecen totalmente restablecidas.
El nombre de Himilcón aparece una vez más el año siguiente, oponiéndose a las operaciones de los cónsules Cecilio y Fabio, aunque esta es la última ocasión en que se le menciona. No hay medios de conocer cuánto tiempo permaneció al mando de la guarnición de Lilibea, o en qué momento le sucedió al mando Giscón, a quien encontramos en ese cargo cuando acaba la guerra.